# 奈街三郎
奈街 三郎（なまち さぶろう、1907年1月2日 - 1978年12月23日）は、日本の児童文学作家。
宮城県仙台市出身。東京商業学校（現在の一橋大学）卒業。本名:山田三郎。
小川未明に師事する。
1952年、『まいごのドーナツ』で第1回小学館児童文化賞受賞。
1959年、『とけいの3じくん』で文部大臣賞受賞。

## 著書
- 『太陽ノ子供』（二葉書房） 1940
- 『アカルイ子供タチ』（二葉書房） 1941
- 『コガモノタビ』（博文館） 1941
- 『朝の子供』（日本書院） 1946
- 『汽車ト電車』（二葉書房） 1946
- 『こどもでんしゃ』（國民図書刊行会） 1947
- 『ブリキノキンチヤン』（教養社） 1947
- 『ポチとタンポポ』（啓明出版社、幼年童話集） 1947
- 『おさるのしゃしんや』（川流堂書房） 1948
- 『かたつむりの旅』（川流堂書房） 1948
- 『こなやのやぎさん』（紀元社） 1948
- 『サル3びきの物語』（桜井書店） 1948
- 『さるまねべんちゃん』（国民図書刊行会） 1948
- 『電気スケート』（川流堂書房） 1948
- 『ハサミとようふくや』（講談社） 1948
- 『ふしぎな都 3年生の童話』（昭和出版） 1948
- 『一年の社会科童話 テスト付学年別』（実業之日本社） 1951
- 『ライオンと星』（ローマ字教育会） 1951
- 『ねずみのハイキング』（泰光堂） 1954
- 『ひらかなとよとみひでよし』（金の星社） 1955
- 『こざるのさかだち』（泰光堂） 1956
- 『アンデルセン物語』（東光出版社） 1956
- 『とけいの3時くん』（麦書房、雨の日文庫） 1958
- 『夏目漱石』（偕成社、児童伝記全集） 1959
- 『はる』（麦書房、雨の日文庫）1959
- 『ぺすたろっちのひろったもの』（麦書房、雨の日文庫） 1959
- 『おはなをつんで』（童心社、美しい心シリーズ） 1960
- 『とよださきち』（ポプラ社） 1962
- 『がむといたちょこ』（ポプラ社、ポプラ社の絵童話文庫） 1963
- 『サンタ・クロースがきたよ』（童心社、よいこの十二か月） 1963
- 『ナイチンゲール』（偕成社、幼年伝記ものがたり） 1963
- 『日本のいじん』（偕成社）1963
- 『おりこうチンパンくん』（童心社、美しい心シリーズ） 1964
- 『ごはんですよ』（童心社、美しい心シリーズ） 1965
- 『ちゅうしゃでないちゃった』（童心社、よいこの十二か月） 1966
- 『おばけどーなつ』（小峰書店） 1969
- 『あたらしいおかあさん』（教育画劇） 1971
- 『宮本武蔵』（偕成社、児童伝記シリーズ ） 1971
- 『こわいはなし』（偕成社） 1972
- 『かなしいはなし』（偕文社） 1973
- 『ノーベル』（集英社、母と子の世界の伝記） 1973
- 『ろくわのはくちょう』（チャイルド本社） 1979
- 『ゴリラとたいほう』（福武書店） 1983
- 『はしのうえのおおかみ』（鈴木出版） 1991
- 『しろくまのゆめ』（銀貨社、えばなし文庫） 2002

## 再話・訳
- 『オリバー・ツイスト』（チャールズ・ディッケンズ原作、大雅堂） 1949
- 『家なき子』（マロ、東光出版社、新選世界名作選集） 1958
- 『日本むかしばなし集』（藤沢衛彦共訳編、宝文館、少年少女世界むかしばなし全集） 1960
- 『はなのこびと』（ハウフ、講談社、世界名作童話全集） 1962
- 『三じゅう士』（アレクサンドル・デュマ父、編著、ポプラ社、世界名作童話全集） 1963
- 『うかれバイオリン』（ラング、編著、ポプラ社、世界名作童話全集） 1964